# Breno (voetballer)
Breno Vinicius Rodrigues Borges (Cruzeiro, 13 oktober 1989) - alias Breno - is een Braziliaans profvoetballer. Hij speelde voor Bayern München als centrale verdediger. Vanwege zijn goede techniek en één op één spel, wordt hij vergeleken met zijn Braziliaanse landgenoot Lúcio. "Hij is kopsterk, robuust, snel en tweebenig", zo beschreef Giovane Élber hem die als scout werkzaam is voor Bayern München en de speler opmerkte in Brazilië.

## Carrière
Breno begon zijn profcarrière in 2007 bij São Paulo, in juli van dat jaar tekent hij een contract voor vier seizoenen. Hier draagt hij in zijn eerste seizoen al meteen bij aan het kampioenschap van Brazilië: São Paulo wint voor de vijfde maal de Campeonato Brasileiro. Kicker Sportmagazin schreef over hem: "Momenteel is hij de beste verdediger die Brazilië in eigen land heeft rondlopen". Ook Braziliaanse media roepen het talent uit tot 'Ontdekking van 2007'. Er komt vergaande interesse op gang bij de topclubs in Europa, onder meer van Real Madrid, Juventus, AC Milan, Fiorentina en Bayern München. Vooral Real Madrid lijkt een goede kans te maken om de speler te contracteren, Breno weigert echter een botmeting te ondergaan die moet aantonen dat hij werkelijk achttien jaar is. Zodoende ketst een eventuele transfer af en blijkt Bayern München de beste papieren te hebben om de speler over te nemen. In december komt het dan eindelijk tot een overgang van de speler, Bayern betaalt een transfersom van naar verluidt 12,4 miljoen euro. Bayern-voorzitter Karl-Heinz Rummenigge legt uit dat de speler voor de toekomst is gehaald, Breno wil echter zo snel mogelijk een basisplaats veroveren. Na enkele weken is trainer Ottmar Hitzfeld tevreden over zijn waarnemingen, volgens hem is de speler het miljoenenbedrag meer dan waard.
Op 31 december 2009 werd bekend dat Breno tijdelijk zou gaan verkassen. Na twee jaar had hij nog maar acht competitiewedstrijden gespeeld en werd besloten om hem voor een half jaar te verhuren aan 1. FC Nürnberg. Trainer Louis van Gaal gaf in het hart van de defensie de voorkeur aan Martín Demichelis en Daniel van Buyten waarna er werd besloten om de Braziliaan elders ervaring op te laten doen.

## Clubstatistieken
| seizoen | club                        | land      | competitie            | wed. | goals |
| ------- | --------------------------- | --------- | --------------------- | ---- | ----- |
| 2006/07 | São Paulo FC                | Brazilië  | Campeonato Brasileiro | 30   | 3     |
| 2007/08 | FC Bayern München           | Duitsland | Bundesliga            | 1    | 0     |
| 2008/09 | FC Bayern München           | Duitsland | Bundesliga            | 4    | 0     |
| 2009/10 | FC Bayern München           | Duitsland | Bundesliga            | 3    | 0     |
| 2009/10 | 1. FC Nürnberg (uitgeleend) | Duitsland | Bundesliga            | 7    | 0     |
| 2010/11 | FC Bayern München           | Duitsland | Bundesliga            | 8    | 0     |
| 2011/12 | FC Bayern München           | Duitsland | Bundesliga            | 0    | 0     |
| 2014/15 | São Paulo FC                | Brazilië  | Campeonato Brasileiro | 0    | 0     |
|         |                             |           | Totaal                | 53   | 3     |

## Olympisch voetbalelftal
Door zijn goede prestaties wordt hij in de zomer van 2008 opgeroepen door bondscoach Dunga om deel te nemen aan het voetbaltoernooi op de Olympische Zomerspelen van 2008 in Peking. Hij wordt aangewezen als aanvoerder van het team, dat uiteindelijk als derde eindigt en de bronzen medaille pakt.

## Erelijst
São Paulo:
- Campeonato Paulista: 2006
- Campeonato Brasileiro: 2007

Bayern München:
- DFB-Pokal: 2008
- Bundesliga: 2008

Olympisch Braziliaans elftal:
- Bronzen medaille: 2008

### Brandstichting en gevangenisstraf
Op 24 september 2011 werd bekend dat Breno was gearresteerd op verdenking van het in brand steken van zijn eigen huis. Enkele dagen daarvoor was dat tot de grond toe afgebrand. Breno was op dat moment alleen thuis. Hij liep een rookvergiftiging op waarvoor hij in het ziekenhuis werd behandeld, maar bleef verder ongedeerd. Op 11 april 2012 werd Breno officieel vervolgd voor brandstichting. Op 4 juli 2012 werd Breno wegens brandstichting veroordeeld tot een celstraf van 3 jaar en 9 maanden.